# Phoneyusa bidentata ituriensis
Phoneyusa bidentata ituriensis is een spinnenondersoort in de taxonomische indeling van de vogelspinnen (Theraphosidae).
Het dier behoort tot het geslacht Phoneyusa. De wetenschappelijke naam van de soort werd voor het eerst geldig gepubliceerd in 1946 door Laurent.